# Liga Española de Baloncesto 1980-1981
La Liga Española de Baloncesto 1980-1981 è stata la 25ª edizione del massimo campionato spagnolo di pallacanestro maschile. La vittoria finale è stata ad appannaggio del Barcellona.

## Risultati

### Stagione regolare
|     | Squadra                | G  | V  | N | P  | PF    | PS    | P.ti | Qualificazione                   |
| --- | ---------------------- | -- | -- | - | -- | ----- | ----- | ---- | -------------------------------- |
| 1.  | Barcellona             | 26 | 23 | 0 | 3  | 2.651 | 2.162 | 46   |                                  |
| 2.  | Estudiantes            | 26 | 18 | 2 | 6  | 2.347 | 2.210 | 38   |                                  |
| 3.  | Real Madrid            | 26 | 18 | 2 | 6  | 2.469 | 2.125 | 38   |                                  |
| 4.  | Cotonificio Badalona   | 26 | 18 | 1 | 7  | 2.265 | 2.079 | 37   |                                  |
| 5.  | Juventud Badalona      | 26 | 16 | 1 | 9  | 2.368 | 2.240 | 33   |                                  |
| 6.  | Miñón Valladolid       | 26 | 13 | 0 | 13 | 2.314 | 2.391 | 26   |                                  |
| 7.  | CN Helios              | 26 | 11 | 0 | 15 | 2.230 | 2.256 | 22   |                                  |
| 8.  | Manresa EB             | 26 | 10 | 1 | 15 | 2.262 | 2.357 | 21   |                                  |
| 9.  | OAR Ferrol             | 26 | 10 | 1 | 15 | 2.160 | 2.313 | 21   |                                  |
| 10. | Areslux Granollers     | 26 | 9  | 1 | 16 | 2.163 | 2.265 | 19   |                                  |
| 11. | RC Náutico de Tenerife | 26 | 9  | 1 | 16 | 2.079 | 2.237 | 19   |                                  |
| 12. | L'Hospitalet           | 26 | 9  | 0 | 17 | 2.100 | 2.230 | 18   | retrocesse in Primera División B |
| 13. | Inmobanco              | 26 | 7  | 0 | 19 | 2.339 | 2.504 | 14   | retrocesse in Primera División B |
| 14. | CD Basconia            | 26 | 6  | 0 | 20 | 2.024 | 2.302 | 12   | retrocesse in Primera División B |

| Liga Española de Baloncesto 1980-1981 |
| ------------------------------------- |
| Barcellona 2º titolo                  |

## Formazione vincitrice
| N° | Naz.                   | Ruolo | Sportivo                  |  | Alt. |  |
| -- | ---------------------- | ----- | ------------------------- |  | ---- |  |
| 4  | Spagna (bandiera)      | A     | Javier Puig               |  | 195  |  |
| 5  | Spagna (bandiera)      | AP    | Juan Ramón Fernández      |  | 190  |  |
| 6  | Spagna (bandiera)      | A     | Chicho Sibilio            |  | 200  |  |
| 7  | Spagna (bandiera)      | P     | Ignacio Solozábal         |  | 185  |  |
| 8  | Spagna (bandiera)      | AP    | Manolo Flores             |  | 193  |  |
| 9  | Spagna (bandiera)      | AP    | Pedro Ansa                |  | 192  |  |
| 10 | Spagna (bandiera)      | P     | Joan Creus                |  | 176  |  |
| 11 | Spagna (bandiera)      | C     | Juan Domingo de la Cruz   |  | 206  |  |
| 12 | Stati Uniti (bandiera) | C     | Mike Phillips             |  | 208  |  |
| 15 | Spagna (bandiera)      | GA    | Juan Antonio San Epifanio |  | 198  |  |
|    | Spagna (bandiera)      | A     | Carlos Farfán             |  | 193  |  |
|    | Spagna (bandiera)      | C     | Miguel Tarín              |  | 217  |  |
|    | Spagna (bandiera)      | C     | Joan Pagés                |  | 207  |  |
|    | Spagna (bandiera)      | All.  | Antoni Serra              |  |      |  |